# Guillaume de Charmont
Guillaume de Charmont, né à Charmont et  mort le  2 octobre 1349, est un prélat français, évêque de Lisieux au XIVe siècle.

## Biographie
Guillaume a un talent remarqué comme prédicateur. Guillaume est  d'abord chanoine de Lisieux et  est évêque de Lisieux de 1349 à 1358.
En  1339 il transfère  les reliques de l'église de Saint-Pierre de Préaux.